# 黃允中
黃允中（？—？），福建福州府侯官縣人，清朝官員，進士出身。
光緒十七年，中舉；光緒十八年，登進士，同年五月，以主事分部學習，授吏部主事。光緒二十八年，任吏部稽勳司主事。光緒三十二年，任吏部驗封司主事。光緒三十三年，升吏部文選司員外郎。